# Michelangelo (Tortues Ninja)
Pour les articles homonymes, voir Michelangelo (homonymie).
Michelangelo, est l'une des Tortues Ninja. Son bandana est généralement orange, sa couleur favorite, bien que les quatre tortues aient eu à l'origine un bandana rouge et ses armes sont des nunchaku (un ou deux). Toutefois, les nunchaku étant des armes interdites dans certains pays, ils ont parfois été remplacés par d'autres armes dans certaines continuités à la télévision, comme des tonfas dans Les Tortues Ninja, la nouvelle génération ou un grappin dans une partie du dessin animé de 80. Néanmoins, les nunchakus restent son arme la plus connue.
Il porte le prénom de Michel-Ange, le célèbre peintre, sculpteur architecte et poète de la Renaissance.
Michelangelo est probablement la plus détendue des Tortues. Aimant plus s'amuser que ses frères, il a un rôle plus important dans le dessin animé de 1987, destiné aux enfants, que dans le comic original, plus sérieux. Il est devenu, au début des années 1990, l'incarnation des Tortues ninja, la mascotte, en disant le plus de phrases d'accroche ; par conséquent, il est probablement la tortue ninja la plus célèbre.
Étant donné que les premières ébauches de tortue ninja de Kevin Eastman (1983) représentaient une tortue anonyme, il est considéré que Michelangelo serait la première tortue ninja.

## Comic original
Michelangelo est la tortue ninja la plus détendue et la moins sérieuse. Alors que ses frères réfléchissent souvent sur leur condition de mutant qui les prive de toute possibilité de s'intégrer, « Mikey ou Mike », comme il est appelé, ne se pose pas autant de soucis, et préfère passer plus de temps à s'amuser, que ce soit en faisant du skate-board dans les égouts, en regardant la télévision, en jouant aux jeux vidéo ou en mangeant de la pizza. Ses plaisanteries agacent par moments ses frères, et il est souvent utilisé comme l'élément comique majeur de la série.
Si Michelangelo est immature, il se caractérise aussi par un bon cœur et un altruisme affiché. Il lui paraît toujours naturel de venir en aide à ceux qui ne sont pas aussi heureux que lui, même si cela implique de prendre des risques. Durant son tome personnel du Volume 1, Michelangelo #1, il adopte un chaton des rues qu'il appelle Klunk, et empêche des voyous de voler un camion de jouets de Noël destinés à une donation pour un orphelinat, et va même jusqu'à aller lui-même livrer les jouets à l'orphelinat avec ses frères et April.
Au cours du numéro 9 du volume 1, il est révélé que, petit, Michelangelo maniait un Manriki Gusari durant les entraînements. Il détestait cette arme, toutefois, et avait déjà une préférence affirmée pour les nunchakus.
Le numéro 17 révèle que Michelangelo a un intérêt pour l'écriture, et a même entrepris de faire son propre roman.

## Série animée des années 80-90
Dans la première série animée de 1987, Michelangelo diffère de sa version classique : il est toujours le plus détendu et le moins sérieux, mais un accent est mis sur sa naïveté, et, surtout, sa gourmandise. En effet, cette incarnation le présente comme un vrai glouton, qui ne recule devant presque rien pour avoir une pizza.

## Série animée de 2003
Dans la série de 2003, Michelangelo est présenté comme enfantin, blagueur et aimant s'amuser. Il aime jouer aux jeux vidéo, lire des comics, regarder des films d'horreur ou de science-fiction, faire du surf et fait presque incessamment le mariole, lâchant régulièrement des plaisanteries. Raphael s'exaspère souvent de ses gags, et tous deux sont presque toujours à la gorge l'un de l'autre, mais leurs disputes incessantes cache en fait une amitié forte.
En dépit de sa nature gamine et de sa tendance à fanfaronner, Michelangelo montre aussi une très forte inclination à vouloir suivre une cause juste.
Dans certains épisodes, Michelangelo prend une identité de super-héros, « Tortue Titan », et se lie d'amitié avec des héros tels que le Défenseur d'Argent et la Justice Force. En tant que Tortue Titan, il utilise un grappin comme arme et moyen de transport.

## Série animée de 2012
Conformément au comic, Michelangelo est la tortue la moins mature et la plus casse-cou. Il aime s'amuser, faire des plaisanteries et inventer des noms pour chaque objet inventé par Donatello et chaque nouveau mutant qu'ils rencontrent. Il veut à tout prix se faire des amis humains et devient « ami » avec Chris Bradford sur un réseau social, célèbre champion d'arts martiaux, sans savoir qu'il est membre des Foots. Bien qu'a la fin ils sont ennemis ne fit plus amitié avec Chris. Il à la particularité d'être le frère le plus énervant, il est aussi celui qu'on prend le moins au sérieux, en effet ses frères vont souvent s'énerver sur lui et ne pas le croire quand il va affirmer certaines choses comme dans l'épisode 1 de la saison 1 où il va dire a ses frères que les hommes qu'ils nommaient "hommes en noir" étaient en réalités des robots contrôlés par des aliens, les kraangs. C'est aussi le cuisinier de la bande, en effet c'est celui qui va le plus cuisiner. Son surnom est Mikey.
Il est le plus petit des 4 frères et à une tête plus ronde, il a des tâches de rousseurs sur chaque joues et à une ceinture autour de la taille.